# Vickers Limited
Vickers Limited — відомий британський інженерний конгломерат, що був заснований в 1828 році та увійшов до складу компанії Vickers-Armstrongs в 1927 році. Компанія найбільш відома виробництвом озброєння, зокрема кулеметів Максим та Vickers, гвинтівок, танків, цивільних та військових літаків і кораблів.

## Інтернет-ресурси
- Biography of Thomas and Albert Vickers
- A surviving remnant of the Vickers' estate at Crayford in Greater London, the company's former canteen [Архівовано 14 серпня 2014 у Wayback Machine.]